# پولس (اشتاینبورگ)
پولس (به آلمانی: Puls) یک شهر در آلمان است که در اشتاینبورگ واقع شده‌است. پولس ۶۰۳ نفر جمعیت دارد.